# Картирование головного мозга
Картирование головного мозга (англ. brain mapping) — набор методов нейровизуализации, предназначенных для создания пространственных представлений о биологических свойствах мозга. Картирование используется для изучения анатомии и функционирования головного и спинного мозга с помощью использования изображений, иммуногистохимии, оптогенетики, клеточной биологии, нейрофизиологии и нанотехнологий.

## Описание
Картирование мозга можно рассматривать как высшую форму нейровизуализации, где области коры головного мозга представлены по кругу, в виде долей. Концентрические круги внутри кольца представляют собой различные распространенные неврологические измерения, такие как толщина или кривизна коры головного мозга. В центре кругов линии, представляющих волокна белого вещества, показаны связи между областями коры головного мозга, взвешенными по фракционной анизотропии и силе соединения. При более высоких разрешениях карты мозга называются коннектомами. Эти карты отображают отдельные нейронные связи в мозге и часто представляются в виде электрических схем.
Методы картирования мозга постоянно развиваются за счет разработки и совершенствовании методов получения, представления, анализа, визуализации и интерпретации изображений. Функциональная и структурная нейровизуализация лежат в основе картографического аспекта картирования мозга.
Многие методы картирования имеют относительно низкое разрешение - сотни тысяч нейронов в одном вокселе. Это значит, что утверждения о существовании части мозга, ответственной за любовь или музыкальные способности, вероятно, не поддаются проверке с помощью используемого оборудования. Возможно, большинство функций мозга будут правильно описаны только после его измерения с помощью гораздо более детальных инструментов, которые рассматривают не большие области, а много отдельных точек. Эти исследования также имеют технические проблемы, например, небольшой размер выборки или плохую калибровку оборудования, что означает, что они не могут быть воспроизведены и проверены. В некоторых случаях методы картирования мозга используются в коммерческих целях: для детекции лжи или для медицинской диагностики способами, которые не были научно подтверждены ранее.

## История
В конце 1980-х годов Национальная медицинская академия США собрала группу для изучения ценности интеграции нейробиологической информации с помощью различных методов. После серии совещаний также возник Международный консорциум по картированию мозга (ICBM). Целью создания которого была разработка гибких вычислительных атласов мозга. Особый интерес сейчас представляет использование структурной и функциональной магнитно-резонансной томографии (фМРТ), диффузионной МРТ, магнитоэнцефалографии (МЭГ), электроэнцефалографии (ЭЭГ), позитронно-эмиссионной томографии (ПЭТ), спектроскопия в ближней инфракрасной области (NIRS) и другие неинвазивные методы сканирования для отображения анатомии, физиологии, перфузии, функции и фенотипов человеческого мозга. Как здоровый, так и больной мозг могут быть нанесены на карту для изучения памяти, обучения, старения и воздействия лекарств в различных группах населения, например, среди людей с шизофренией, аутизмом и клинической депрессией. Это привело к созданию проекта «Человеческий мозг»  Что стало значительно влиять на изучение и лечение черепно-мозговых травм  (таких, как в случае Финеаса Гейджа).

## Инструменты
- Координаты Талайраха, 1988
- Harvard Whole Brain Atlas, 1995
- Пространство MNI, 1998
- Atlas of the Developing Human Brain, 2012